# Calabajío
La playa Calabajío está situada en el municipio español de Almuñécar, en la provincia de Granada, comunidad autónoma de Andalucía. Posee una longitud de alrededor de 313 metros y un ancho promedio de 30 metros.
Frondosa playa bordeada por dos laderas que conforman el Parque Mediterráneo con pinos, cipreses y palmeras. Es la única playa de arena negra de Almuñécar. Popularmente conocida por Playa del Eucalipto.